# Ђула Андраши Старији
Ђула Андраши (Олахпатак, 8. март 1823 — Волоско, 18. фебруар 1890) је био премијер Мађарске (1867–1871) и министар спољних послова Аустроугарске (1871–1879).

## Биографија
Ђула Андраши је био син грофа Карољија Андрашија и Етелке Сапари. Рођен је у Охалпатаку (данашња Словачка) у Угарској. Андраши се брзо укључио у политику своје земље. Године 1845. именован је за председника друштва за регулацију горњег тока реке Тисе. Следеће године објављује чланке у којима критикује тадашњу владу Лајоша Кошута. Изабран је за члана радикала у дијети 1848. године. Када је Хрвате побунио бан Јосип Јелачић, Андраши ступа у војну службу. Учествује у биткама код Пакозда и Швехата. Пре окончања рата, послат је у Цариград како би од султана добио подршку. Након предаја оружја Мађара код Вилагоша, Андраши је емигрирао у Лондон, а затим у Париз. Осуђен је на смрт у одсуству (21. септембра 1851. године). У егзилу је студирао политичке науке девет година. Уочио је слабости Другог француског царства које је касније пало у рату са Немачком. Андраши се 1858. године вратио у Мађарску. Никада није поднео молбу за амнестију. Подржавао је странку Ференца Деака. Изабран је за потпредседника парламента 21. децембра 1865. године. Следеће године, марта месеца, изабран је за председника пододбора за израду Аустроугарске нагодбе из 1867. године.
Изабран је 17. фебруара 1867. године од стране Фрање Јосифа за првог премијера Мађарске. Ференц Деак, као први избор, одступио је у корист Андрашија. Након избијања Француско-пруског рата 1870. године, Андраши је одлучно бранио неутралност аустроугарске државе, а у свом говору од 28. јула 1870. године успротивио се идеји да Аустрија треба да поврати првенство међу немачким државама које јој је преотела Пруска. Након пада Бајста (6. новембар 1871), Андраши је ступио на његово место канцелара.
Утицај Аустрије и Андрашија био је од великог значаја у Великој источној кризи изазваној Херцеговачким устанком 1875. године. Сагласност Немачке, Русије и Аустроугарске о заједничком деловању поводом догађаја везаним за источно питање позната је под називом "Андрашијева нота" коју је 30. децембра 1875. године Ђула Андраши послао грофу Бајсту. На Берлинском конгресу 1878. године био је главни аустријски опуномоћеник. Циљ Аустроугарске био је да што више умањи добитке Русије. Аустрија је добила право да окупира Босну и Херцеговину и запоседне Новопазарски санџак.
Андраши је 8. октобра 1879. године дао оставку на место аустроугарског канцелара. Наставио је да се бави политиком и након тога. Умро је 18. фебруара 1890. године.